# Taehyun
Taehyun, nascido Kang Tae-hyun (hangul: 강태현) em Gangnam-gu, Seul, Coreia do Sul em 5 de fevereiro de 2002; é um cantor, compositor e dançarino coreano, membro do boy group Tomorrow X Together.

## Carreira

### Antes de 2019: Pré-debut e época de trainee
Taehyun trabalhou como modelo infantil desde muito jovem, aparecendo em diversos comerciais. Taehyun decidiu virar idol quando assistiu o MV de Replay, do Shinee, na televisão. Durante o ensino fundamental, várias empresas tentaram recrutar Taehyun, por ouvirem falar sobre seus visuais, mas ele optou pela Big Hit Entertainment por ser mais próxima da sua casa.
Ele iniciou os treinamentos na Big Hit em 02 de março de 2016, ele foi o segundo membro do TXT a se juntar à Big Hit, logo depois do Yeonjun. Durante a época de treinamento, Taehyun também estou na Hanlim Multi Art School, junto com os membros Beomgyu e Hueningkai. Ele também foi colega de classe da Lena, do GWSN e concluiu os estudos em fevereiro de 2021.

### 2019: Estreia do TXT
Em 17 de janeiro de 2019, após um período de três anos de treinamento, Taehyun foi o quarto a ser confirmado como membro do novo grupo da Big Hit Entertainment, o Tomorrow x Together, em um vídeo no YouTube. Ele fez sua estreia oficial com o grupo em 4 de março de 2019 com seu mini-álbum de estreia, The Dream Chapter: Star.
No dia 20 de agosto de 2019, Big Hit Entertainment lançou um comunicado afirmando que Hueningkai e Taehyun estavam com conjuntivite, e por isso, o lançamento do primeiro álbum do grupo, inicialmente planejado para agosto 2019, foi adiado. Finalmente, após a recuperação dos membros, TXT voltou com o primeiro full álbum The Dream Chapter: Magic e a title track Run Away no dia 21 de outubro de 2019.

### 2021: Estreia como apresentador de rádio e The Chaos Chapter
No dia 04 de janeiro de 2021 foi anunciado que Taehyun e Huening Kai seriam os novos apresentadores do programa de rádio "Listen", da emissora EBS. Eles ficaram na posição até 02 de maio de 2021.
Em 08 de julho de 2021, Taehyun lançou o cover de 'Let Me', música original de Zayn. O cover foi a primeira música oficialmente lançada no novo estúdio de produção musical do TXT, chamado de Music Island. No lançamento Taehyun também contou que usava muitas músicas do Zayn para praticar durante a sua época de trainee.
Em entrevista para o apresentador Eric Nam, em agosto de 2021, Taehyun revelou que deseja colaborar com The Kid LAROI e Justin Bieber. No dia 21 de outubro de 2021, Taehyun e Yeonjun publicaram um cover da música Stay, originalmente de Bieber e LAROI.
Durante o ano de 2021 Taehyun também começou a demonstrar seu interesse pela culinária. Ele fez diversos posts sobre comida no aplicativo Weverse e compartilhou com os fãs a vontade de aprender a cozinhar cada vez mais.

## Discografia

### Composições
| Ano  | Artista | Canção                                                               | Álbum                              | Notas                                                               |
| ---- | ------- | -------------------------------------------------------------------- | ---------------------------------- | ------------------------------------------------------------------- |
| 2019 | TXT     | "Can´t We Just Leave The Monster Alive"                              | The Dream Chapter: Magic           | Compositor                                                          |
| 2019 | TXT     | "Angel or Devil"                                                     | The Dream Chapter: Magic           | Compositor                                                          |
| 2019 | TXT     | "20cm"                                                               | The Dream Chapter: Magic           | Compositor                                                          |
| 2020 | TXT     | "Drama"                                                              | The Dream Chapter: Eternity        | Compositor                                                          |
| 2020 | TXT     | "Maze in the Mirror"                                                 | The Dream Chapter: Eternity        | Compositor                                                          |
| 2020 | TXT     | "Sweat"                                                              | -                                  | Compositor/Produtor                                                 |
| 2020 | TXT     | "Ghosting"                                                           | minisode1 : Blue Hour              | Compositor                                                          |
| 2020 | TXT     | "Blue Hour"                                                          | minisode1 : Blue Hour              | Compositor                                                          |
| 2020 | TXT     | "We Lost The Summer"                                                 | minisode1 : Blue Hour              | Compositor                                                          |
| 2020 | TXT     | "Wishlist"                                                           | minisode1 : Blue Hour              | Compositor                                                          |
| 2020 | TXT     | "Way Home"                                                           | minisode1 : Blue Hour              | Compositor                                                          |
| 2021 | TXT     | "What if I had been that Puma"                                       | The Chaos Chapter: FREEZE          | Compositor                                                          |
| 2021 | TXT     | "No Rules"                                                           | The Chaos Chapter: FREEZE          | Compositor                                                          |
| 2021 | TXT     | "Dear Sputnik"                                                       | The Chaos Chapter: FREEZE          | Compositor                                                          |
| 2021 | TXT     | "0X1=LOVESONG (I Know I Love You) feat. pH-1, Woodie Gochild, Seori" | -                                  | Remix da faixa original                                             |
| 2021 | TXT     | "MOA Diary (Dubbadu Wari Wari)"                                      | The Chaos Chapter: FIGHT or ESCAPE | Compositor/Fansong                                                  |
| 2021 | TXT     | "Sweet Dreams"                                                       | -                                  | Christmas Carol                                                     |
| 2022 | TXT     | "Opening Sequence"                                                   | minisode 2: Thursday's Child       | Compositor                                                          |
| 2022 | TXT     | "Trust Fund Baby"                                                    | minisode 2: Thursday's Child       | Compositor                                                          |
| 2022 | TXT     | "Thursday's Child Has Far To Go"                                     | minisode 2: Thursday's Child       | Compositor                                                          |
| 2022 | TXT     | Ring                                                                 | Good Boy Gone Bad (JPN version)    | Compositor (lançamento japonês)                                     |
| 2023 | TXT     | Happy Fools (Ft. Coi Leray)                                          | The Name Chapter: Temptation       | Compositor                                                          |
| 2023 | TXT     | Tinnitus (Wanna be a rock)                                           | The Name Chapter: Temptation       | Compositor                                                          |
| 2024 | TXT     | Open Always Wins                                                     | -                                  | Compositor (música promocional com Samsung para as Olimpíadas 2024) |
| 2024 | TXT     | I’ll See You There Tomorrow                                          | minisode 3: TOMORROW               | Compositor                                                          |
| 2024 | TXT     | Miracle                                                              | minisode 3: TOMORROW               | Compositor                                                          |
| 2024 | TXT     | The Killa (I Belong to You)                                          | minisode 3: TOMORROW               | Compositor                                                          |
| 2024 | TXT     | Quarter Life                                                         | minisode 3: TOMORROW               | Compositor                                                          |
| 2024 | TXT     | Heaven                                                               | The Star Chapter: SANCTUARY        | Compositor                                                          |
| 2024 | TXT     | Danger                                                               | The Star Chapter: SANCTUARY        | Compositor                                                          |
| 2024 | TXT     | Resist (Not Gonna Run Away)                                          | The Star Chapter: SANCTUARY        | Compositor                                                          |
| 2024 | TXT     | Higher Than Heaven                                                   | The Star Chapter: SANCTUARY        | Compositor                                                          |

Covers
| Ano  | Título              | Formato                     | Notas |
| ---- | ------------------- | --------------------------- | ----- |
| 2019 | Over and Over Again | Download digital, streaming | Cover |
| 2020 | In My Blood         | Download digital, streaming | Cover |
| 2020 | Thank u, Next       | Download digital, streaming | Cover |
| 2020 | F2020               | Download digital, streaming | Cover |
| 2021 | Sriracha            | Download digital, streaming | Cover |
| 2021 | Let Me              | Download digital, streaming | Cover |
| 2021 | Stay (com Yeonjun)  | Download digital, streaming | Cover |

## Filmografia

### Televisão
| Ano  | Programa    | Rede      | Data           |
| ---- | ----------- | --------- | -------------- |
| 2019 | M Countdown | Mnet      | 24 de outubro  |
| 2020 | Music Bank  | KBS World | 13 de novembro |

### Rádio
| Ano  | Programa      | Rede | Data de início | Data de término |
| ---- | ------------- | ---- | -------------- | --------------- |
| 2021 | EBS Listen FM | EBS  | 10 de janeiro  | 02 de maio      |

### Programas online
| Ano  | Título                      | Canal            | Notas                        | Episódios  |
| ---- | --------------------------- | ---------------- | ---------------------------- | ---------- |
| 2019 | TALK X TODAY                | V Live & YouTube | Reality Show, 4 temporadas   | 30         |
| 2020 | TO DO X TOMORROW X TOGETHER | V Live & Weverse | Programa de variedades       | Em emissão |
| 2020 | WeeklyTXT                   | AbemaTV          | Reality Show semanal japonês | Em emissão |
| 2020 | TALK X TODAY : ZERO         | V Live & YouTube | Reality Show pré debut       | 3          |